# Enslaved
Enslaved je ekstremni metal sastav iz Norveške, osnovan u gradu Haugesundu u lipnju 1991. godine. Članovi skupine trenutno žive u gradu Bergenu, također u Norveškoj.

## Životopis
Enslaved su u lipnju 1991. godine osnovali Ivar Bjørnson i Grutle Kjellson kada je Bjørnson imao 13 a Kjellson 17 godina. Ime sastava inspirirano je nazivom pjesme s demoalbuma grupe Immortal, Enslaved in Rot. Nakon mnogih promjena u postavi grupe, Bjørnson i Kjellson jedini su njeni preostali izvorni članovi. Postava skupine ostala je nepromijenjena od 2004. godine, kada su se grupi pridružili Arve "Ice Dale" Isdal na solo gitari, Herbrand Larsen na klavijaturama i vokalima te Cato Bekkevold na bubnjevima. Međutim, to se promijenilo 2016. godine kad je Larsen napustio Enslaved te ga je zamijenio Håkon Vinje
Prije osnivanja Enslaveda, Bjørnson i Kjellson svirali su u death metal skupini Phobia. No, kako je u to doba rastao pokret ekstremnog metala, uskoro su, kao i mnogi drugi, bili u potrazi za novim izvorima inspiracije i izražavanja. Iako se Enslaved u doba svog nastanka 1991. godine odlikovao prototipnim black metal stilom glazbe, već dvije godine kasnije sastav je počeo uključivati strukture pjesama koje su neuobičajene za žanr; nekoliko njihovih ranijih pjesama prelazilo je deset minuta u svojem trajanju (njihov debitantski studijski album Vikingligr Veldi ima samo jednu pjesmu koja traje manje od deset minuta, "Heimdallr"). Zbog toga sastav odbija svoj glazbeni stil nazivati black metalom te preferira pojam ekstremni metal. Na albumu Mardraum: Beyond the Within iz 2000. godine pojavljuju se višedjelne epske pjesme poput "Større enn tid - tyngre enn natt" te "Entrance - Escape". Na nekoliko pjesama sastava pojavljuje se i mellotron (najviše istaknut u pjesmi "As Fire Swept Clean the Earth s albuma Below the Lights). Albumi Mardraum: Beyond the Within, Monumension i Below the Lights mogu se smatrati pomalo sličnim po stilu izvođenja. Albumi Isa i Ruun prikazali su značajno odstupanje od prijašnjeg stila sastava, posebice zbog uključivanja oštrih promjena u dinamici glazbe.
Iako je sastav od albuma Monumension nadalje uglavnom pisao tekstove pjesama na engleskom jeziku, prethodni albumi većinom su sadržavali tekstove na norveškom. Tri su pjesme s albuma Vikingligr Veldi bile napisane na islandskom te je pjesma "Heimdallr", čiji je tekst izvadak iz književnog djela Gylfaginning Snorrija Sturlusona, napisana na staronordijskom jeziku. Tekstovi pjesama skupine uglavnom se usredotočuju na nordijsku mitologiju. Nakon albuma Ruun, između 2007. i 2008. godine Bjørnson, Kjellson i Isdal surađivali su s norveškim noise duom Fe-Mail pod imenom Trinacria.
U srpnju 2008. godine Enslaved je objavio Vertebrae, svoj deseti studijski album i prvi koji je objavljen pod licencijom diskografske kuće Nuclear Blast. Terror Magazine nazvao ga je albumom godine 2008., iznad albuma ostalih poznatih metal sastava kao što su obZen grupe Meshuggah i Watershed sastava Opeth. Album je istaknut po svojem različitom glazbenom pristupu od svojih prethodnika te mnogim raznolikim zvukovima; Sammy O'Hagar sa stranice MetalSucks.net izjavio je da bi "Nazvati [Vertebrae] black metal albumom bilo veliko rastezanje" jer je "na njemu impresivna dubina koja prelazi jetku mizantropiju koju se često (i s razlogom) povezuje sa žanrom" te je osim toga opisao zvuk skupine kao "težak, no ujedno i iznenađujuće mek, usredotočen i znatiželjan, vjeran svojim korijenima i pun čežnje da ih zaboravi". Zvuk albuma na nekoliko je prigoda opisan kao sličan zvuku Pink Floyda.
Nakon intenzivne turneje širom Europe, sastav je krenuo na sjevernoameričku turneju zajedno s Opethom u svibnju 2009. godine.
Dvije godine nakon objave albuma Vertebrae, sastav je objavio svoj jedanaesti studijski album, Axioma Ethica Odini. Godinu kasnije, sastav je također objavio i dva EP-a. Prvi EP, nazvan The Sleeping Gods, nastao je u suradnji s izdavačkom kućom Scion Audio/Visual te je bio objavljen 10. svibnja 2011. godine. Drugi EP, nazvan Thorn, objavio je Soulseller Records 27. kolovoza 2011. godine kako bi sastav ispunio odredbe ugovora starog desetak godina. Taj EP bio je objavljen samo na LP ploči, ograničen na samo 1000 primjeraka i sadržava atmosferičniji zvuk od onoga po kojem je sastav uglavnom prepoznatljiv. Nakon potpisivanja ugovora s Nuclear Blastom i u Europi, sastav je 2012. godine objavio svoj dvanaesti studijski album, RIITIIR.
Dana 10. ožujka 2015. godine sastav je objavio svoj trinaesti studijski album, In Times.
Tijekom promidžbene turneje za album In Times, klavijaturist Herbrand Larsen rekao je skupini da će ju napustiti kad turneja bude gotova. Grupi se tada pridružio Håkon Vinje iz Seven Impalea, norveškog sastava koji je bio Enslavedova predgrupa na koncertu u Bergenu.
E, četrnaesti album skupine, bio je objavljen 13. listopada 2017. godine. Bio je to posljednji album na kojem je bubnjeve svirao Cato Bekkevold prije svojeg odlaska iz grupe 2018. godine.

## Članovi sastava
| Trenutna postava - Grutle Kjellson – vokali, bas-gitara (1991. – danas) - Ivar Bjørnson – solo gitara, ritam gitara, prateći vokali (1991.–danas), klavijature (1991. – 2004.) - Arve "Ice Dale" Isdal – solo gitara, ritam gitara (2002. – danas) - Håkon Vinje – vokali, klavijature (2017. – danas) - Iver Sandøy – vokali, bubnjevi (2018. – danas) | Bivši članovi - Trym Torson – bubnjevi, udaraljke (1991. – 1995.) - Harald Helgeson – bubnjevi (1995. – 1997.) - Per "Dirge Rep" Husebø – bubnjevi, udaraljke (1997. – 2002.) - Freddy Bolsø – bubnjevi (2003.) - Richard "Roy" Kronheim – gitara (1997. – 2002.) - Herbrand Larsen – klavijature, gitara, melotron, sintesajzer, vokali (2004. – 2016.) - Cato Bekkevold – bubnjevi, udaraljke (2003. – 2018.) | Koncertni članovi - Øyvind Madsen – klavijature (2003.) |

## Diskografija
Studijski albumi
- Vikingligr Veldi (1994.)
- Frost (1994.)
- Eld (1997.)
- Blodhemn (1998.)
- Mardraum: Beyond the Within (2000.)
- Monumension (2001.)
- Below the Lights (2003.)
- Isa (2004.)
- Ruun (2006.)
- Vertebrae (2008.)
- Axioma Ethica Odini (2010.)
- RIITIIR (2012.)
- In Times (2015.)
- E (2017.)
- Utgard (2020.)
- Heimdal (2023.)

Koncertni albumi
- Live at the Rock Hard Festival (2009.)
- Roadburn Live (2017.)

EP-ovi
- Hordanes Land (1993.)
- The Sleeping Gods (2011.)
- Thorn (2011.)

## Vanjske poveznice
- Službena stranica
- Enslaved na Facebooku
- Enslaved na Encyclopaedia Metallum